# Birmingham Legion FC
El Birmingham Legion FC es un equipo de fútbol de Estados Unidos de la ciudad de Birmingham, Alabama. Fue fundado en 2017 y desde 2019 juega en la USL Championship, la segunda división de fútbol en el país.

## Historia
Fue fundado 9 de agosto de 2017 en la ciudad de Birmingham, Alabama con la idea de que el estado de Alabama contara con un equipo en la liga para la temporada 2019.
El 17 de enero de 2018 se reveló que el equipo se llamaría Birmingham Legion FC en alusión al Legion Field, el estadio histórico ubicado en la ciudad construido en 1927 y que es utilizado por el Alabama Crimson Tide de la NCAA.
El primer entrenador en la historia del club es Tom Soehn, y el primer jugador fichado por el club es Chandler Hoffman proveniente del Real Monarchs.
El 10 de marzo de 2019 jugó su primer encuentro profesional contra el Bethlehem Steel FC, donde perdieron por 2-0.

## Estadio
El club jugará su primera temporada de local en el BBVA Compass Field, sede del UAB Blazers de la NCAA.

## Uniforme
| Periodo      | Proveedor | Patrocinador        |
| ------------ | --------- | ------------------- |
| 2019–2021    | Nike      | Red Diamond         |
| 2022–2023    | Nike      | Coca-Cola BODYARMOR |
| 2024–present | Hummel    | Coca-Cola BODYARMOR |

## Trayectoria

### Año a año
| Año  | USL Championship | USL Championship | USL Championship | USL Championship | USL Championship | Clasificación | USL Cup Playoffs | US Open Cup  | Goleadores                | Goleadores    | Goleadores | Entrenador |
| Año  | PJ               | Pts              | V                | E                | D                | Conf.         | USL Cup Playoffs | US Open Cup  | Nac.                      | Nombre        | Goles      | Entrenador |
| ---- | ---------------- | ---------------- | ---------------- | ---------------- | ---------------- | ------------- | ---------------- | ------------ | ------------------------- | ------------- | ---------- | ---------- |
| 2019 | 34               | 43               | 12               | 7                | 15               | 10°, Este     | Cuartos de final | 3.ª ronda    | Bandera de Estados Unidos | JJ Williams   | 8          | Tom Soehn  |
| 2020 | 16               | 28               | 7                | 4                | 5                | 2°, Grupo G   | Cuartos de final | No disputado | Bandera de Jamaica        | Neco Brett    | 9          | Tom Soehn  |
| 2021 | 32               | 61               | 18               | 6                | 8                | 2°, Central   | Semifinales      | No disputado | Bandera de Jamaica        | Neco Brett    | 18         | Tom Soehn  |
| 2022 | 34               | 58               | 17               | 10               | 7                | 4°, Este      | Cuartos de final | 3.ª ronda    | Bandera de Uruguay        | Enzo Martínez | 15         | Tom Soehn  |